# SPSS Inc.
SPSS Inc. var ett programvaruföretag med huvudkontor i Chicago. Företaget grundades 1968 när man lanserade statistikprogrammet med samma namn - SPSS. 2009 köptes företag upp av IBM för 1,2 miljarder dollar.